# Tuvinere
Tuvinere er et tyrkisk folkeslag i det sydlige Sibirien.
I alt er der omkring 300.000 tuvinere, som fortrinsvis er bosatte i Republikken Tyva i Den Russiske Føderation, 263.934(2010), samt i Mongoliet, omkring 31.823(2010) og i Kina, cirka 4.000(anslået).
Tuvinerne taler tuvinsk, russisk eller mongolsk og de fleste er lamaister eller shamanister.
| Folkeslag | Spire Denne artikel om folkeslag eller etnografi er en spire som bør udbygges. Du er velkommen til at hjælpe Wikipedia ved at udvide den. |